# Rosa Rock
Der Rosa Rock (spanisch Islote Rosa) ist eine kleine Felseninsel in der Bransfieldstraße vor der Küste der Trinity-Halbinsel an der Spitze der Antarktischen Halbinsel. Sie liegt 160 m westlich des Agurto Rock in der Gruppe der Duroch-Inseln.
Teilnehmer der Zweiten Chilenischen Antarktisexpedition (1947–1948) benannten sie nach Rosa González de Claro, Tochter des damaligen chilenischen Präsidenten Gabriel González Videla. Das Advisory Committee on Antarctic Names übertrug diese Benennung 1964 in angepasster Form ins Englische.